# Franknowo (gmina)
Franknowo (do 1947 Frankowo) – dawna gmina wiejska istniejąca w latach 1946–1954 w woj. olsztyńskim (dzisiejsze woj. warmińsko-mazurskie). Siedzibą władz gminy było Franknowo.
Gmina Frankowo powstała po II wojnie światowej na terenie tzw. Ziem Odzyskanych. 28 czerwca 1946 roku jako jednostka administracyjna powiatu reszelskiego gmina weszła w skład nowo utworzonego woj. olsztyńskiego. Z końcem 1947 roku nazwę zmieniono na Franknowo. Według stanu z 1 lipca 1952 roku gmina była podzielona na 11 gromad: Franknowo, Kramarzewo, Miejska Wieś, Modliny, Olszewnik, Pierwągi, Piszewo, Polkajmy, Prosity, Tłokowo i Żardeniki.
Gmina została zniesiona 29 września 1954 roku wraz z reformą wprowadzającą gromady w miejsce gmin. Jednostki nie przywrócono 1 stycznia 1973 roku po reaktywowaniu gmin.